# Szarvasháza
Szarvasháza (korábban Zsdenyova, ukránul: Жденієво [Zsdenyijevo], szlovákul: Žďeňovo / Ždeňová) szeliscse Ukrajnában, Kárpátalján, a Munkácsi járásban.

## Fekvése
Az Ukrán-Kárpátok nyugati részén, a Beszkidek hegygerinc 1405 méter magasságú Pikuj csúcsa alatt helyezkedik el.Alsóvereckétől kissé délnyugatra, Izbonya, Beregsziklás és Vezérszállás közt, a volóci vasútállomástól 12 km-re, a Zsdenyova (Szarvas) folyó mellett fekvő település.

## Története
Szarvasházát a 17. században Galíciából elmenekült keresztények alapították.
A 20. század elején Bereg vármegye Alsóvereckei járásához tartozott.
1910-ben 754 lakosából 109 magyar, 508 rutén volt. Ebből 121 római katolikus, 531 görögkatolikus, 68 izraelita volt.

## Népessége
A 2001-es népszámlálás során a lakosság 99,9%-a ukrán, 0,1% orosz anyanyelvű volt.

## Nevezetességek
- A Magas Kő hegyen található az állami flóra-fauna természetvédelmi terület, melyben ritkaságnak számító fenyők és öreg, többségében 130 éves védett tölgyesek vannak.
- Sípálya, sífelvonóval.